# Meksiletin
Meksiletin je antiaritmik koji po kemijskoj strukturi nalikuje na lidokain, a ima i isto djelovanje. Međutim, za razliku od lidokaina, on se u jetri ne razgrađuje, pa se koristi u obliku tableta. 

## Djelovanje
Kao i lidokain spada u I.b skupinu - kratkotrajno blokira natrijeve kanale tijekom depolarizacije staničnih membrana srčanog mišića i na taj način usporava porast akcijskog potencijala (0 faza), a istovremeno produžuje efektivno vrijeme neosjetljivosti na impuls. Koristi se za liječenje i sprječavanje ventrikulskih aritmija, napose ako su izazvane infarktom srca ili srčanim glikozidima. Djelotvorna dnevna doza iznosi 800 mg. Ne smije se davati prva tri mjeseca nakon infarkta miokarda ili pri otkazivanju srčane funkcije (lijevi ventrikulski udarni volumen manji od 35%), osim u bolesnika s po život opasnim ventrikulskim poremećajima. Također, ne smije se davati u slučaju kardijalnog šoka ili kod postojećeg AV-bloka II i III stupnja (bez pacemakera).
Meksiletin može, kao i drugi antiaritmici, dovesti do pogoršanja aritmije ili prijašnjeg oštećenja rada srca. U vrlo rijetkim slučajevima može doći do bradikardije, atrijske fibrilacije, palpitacija ili hipotenzije. Druge moguće nuspojave jesu mučnina, štucanje, povraćanje, pospanost, tremor, smetenost, otežan govor, dvoslike i ataksija.